# Cantón de Castifao-Morosaglia
El cantón de Castifao-Morosaglia era una división administrativa francesa que estaba situada en el departamento de Alta Córcega y la región de Córcega.

## Composición
El cantón estaba formado por diez comunas:
- Asco
- Bisinchi
- Castello-di-Rostino
- Castifao
- Castineta
- Gavignano
- Moltifao
- Morosaglia
- Saliceto
- Valle-di-Rostino

## Supresión del cantón de Castifao-Morosaglia
En aplicación del Decreto n.º 2014-255 de 26 de febrero de 2014, el cantón de Castifao-Morosaglia fue suprimido el 22 de marzo de 2015 y sus 10 comunas pasaron a formar parte del nuevo cantón de Golo-Morosaglia.